# Тропезий
Тропезий Пизанский (фр. Torpès, Tropez, итал. Torpete, Torpes, Torpè; + ок. 65 года ) — христианский мученик, день памяти — 29 апреля.
Торпез Пизанский был умучен во времена императора Нерона. Его именем назван город Сен-Тропез. Его жития относят к IX веку и иногда считают недостоверными.

## Предание
Согласно одному из преданий святой Тропезий был гладиатором или воином из окружения императора Нерона, либо начальником его личной охраны . Его полное имя Кай Сильвий Торпетий (Caïus Silvius Torpetius), и он был родом из Пизы..
Святой Тропезий был обращён ко Господу святым апостолом Павлом. Он исповедовал свою веру, когда Нерон объявил Диану создательницей вселенной. Нерон не хотел его убивать и потребовал отречения от веры, но святой Тропезий отказался отречься от Бога. За это он был обезглавлен . Согласно иному преданию, святой Тропезий покинул Рим и отправился в Пизу, но его христианское вероисповедание было открыто тамошним префектом Сателликом (Satellicus), который и казнил святого.

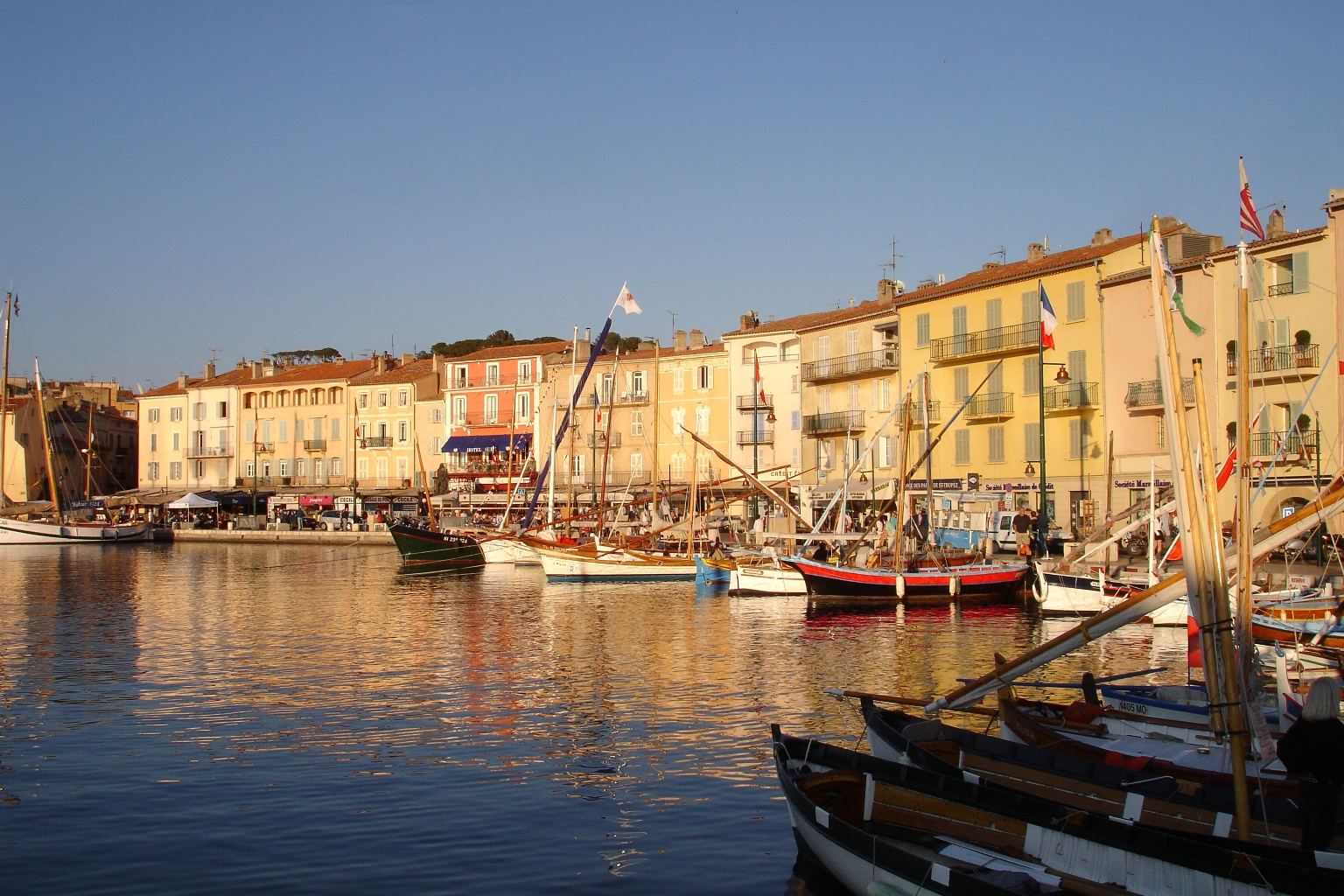
Сен-Тропез, «старый порт»

Глава святого Тропезия была брошена в реку Арно и впоследствии обретена в Пизе. Его тело кинули в гнилую лодку, посадив туда петуха и собаку, дабы они питались телом святого. Лодка поплыла по Лигурии.
Святой жене по имени Келерина (Celerina, Célèrine) во сне было видение о прибытии святого тела. И в самом деле, лодка прибыла в то место, где она жила, там ныне стоит город Сен-Тропез. Лодка встала неподалёку от того места, где нынче располагается кладбище моряков . Тело осталось нетронутым ни петухом, ни собакой. Петух улетел в сторону селения, названное впоследствии в его честь Коголен (Cogolin). Собака побежала в селение, названное впоследствии в её честь Гримо (Grimaud) .
Местные жители назвали свой город в честь святого . Тема прибытия святых мощей на маленькой лодке встречается и в житиях других святых, почитаемых в тех краях, таких как святая Репарата (Reparata) и святая Девота (Devota). В некоторых местах Испании и Португалии также считают, что лодка со святым Тропезием прибыла именно к ним .
Святой Торпезий почитаем в Пизе, Генуе и Португалии. Он считается покровителем моряков .

## Почитание
Самый старый храм в Пизе, построенный в честь святого, построен в XI веке . Закон республики Пиза установил в 1284 году 29 апреля праздничным днём . Жители Пизы связывают с именем святого Тропезия окончание ужасной чумы, опустошившей город в 1633.
В Генуе, куда почитание святого было завезено торговцами, имеется храм святого Торпета.